# Enrique Lear
Enrique Lear (* 26. Mai 1939 in Buenos Aires; † 17. Februar 2011) war ein argentinischer Tangosänger, -komponist und -dichter.

## Karriere
Lear nahm 1985 eine LP mit dem Orchester Omar Valentes auf. Auf dieser sang er u. a. die Tangos Alma de loca, Alguien und Destino de flor und seine eigene Komposition Muñeca de 15 años nach einem Text von Aníbal Marconi. Für Marconi schrieb er die Texte zu den Tangos Requetebien, Igual quiero verte, Porque es mío y nada más, Vos cobrás para reír und Se llama Vos Tango. Letzterer wurde von Daniel Olivera aufgenommen.
Als Sänger unternahm Lear zahlreiche Tourneen durch alle Provinzen Argentiniens. Im Fernsehen trat er in den Sendungen El tango del millón auf Canal 11 sowie Matineé und Siete notas para el tango auf Canal 7 auf. In den 1970er Jahren war er in der Show Grandes valores del tango auf Canal 7 engagiert. Seine letzten Auftritte hatte er im  Café Tortoni und in seinem eigenen Lokal La Peña de Enrique Lear.